# Hemi-Sync
Hemi-Sync es el nombre de una marca registrada que corresponde a un proceso patentado usado para crear patrones de sonido que contienen pulsos binaurales, que se comercializan en forma de CD de sonido. La tecnología Hemi-Sync es propiedad de Isterstate Industries Inc., creada por el fundador de Hemi-Sync Robert Monroe.
Hemi-Sync es una abreviación de Hemispheric Synchronization "sincronización hemisférica", también conocida como sincronización de ondas cerebrales. Monroe señaló que la técnica sincroniza los dos hemisferios del cerebro por medio de la creación de una respuesta de frecuencia diseñada para evocar determinados efectos. Se ha usado Hemi-Sync para varios propósitos, incluyendo la relajación, la inducción del sueño, el aprendizaje y el refuerzo de la memoria, ayudando a quienes tienen dificultades físicas y mentales, y produciendo estados alterados de conciencia mediante el uso del sonido.
La técnica implica el uso de ondas de sonido para modificar las ondas cerebrales. Monroe sostuvo que, cuando usamos auriculares, el cerebro responde produciendo un tercer sonido (llamado binaural) que induce varios cambios de la actividad cerebral.
Experimentos aleatorios, replicados y doble ciegos con pacientes anestesiados han demostrado que Hemi-Sync es efectivo como un sustituto parcial del fentanilo durante la cirugía. Sin embargo, un estudio similar demostró que no era un sustituto efectivo del propofol.